# نریشم
نریشم یک روستا در ایران است که در دهستان حومه واقع شده‌است.